# Moehringia jankae
Moehringia jankae är en nejlikväxtart som beskrevs av August Heinrich Rudolf Grisebach och Victor von Janka. Moehringia jankae ingår i släktet skogsnarvar, och familjen nejlikväxter. Inga underarter finns listade i Catalogue of Life.